# Appachiwadi, Chikodi
Appachiwadi là một làng thuộc tehsil Chikodi, huyện Belgaum, bang Karnataka, Ấn Độ.